# Peperomia lasiostigma
Peperomia lasiostigma är en pepparväxtart som beskrevs av C. Dc.. Peperomia lasiostigma ingår i släktet peperomior, och familjen pepparväxter.

## Underarter
Arten delas in i följande underarter:
- P. l. carnosa
- P. l. microlimba